# Birthing
Birthing je sedmnácté studiové album americké skupiny Swans, vydané v květnu 2025 společnostmi Mute Records a Young God Records. Písně z velké části vznikly během turné k předchozí desce The Beggar v letech 2023–2024, následně byly se změnami nahrány ve studiu Soundfabrik v Berlíně. První singl z alba, devatenáctiminutová nahrávka „I Am a Tower“, byl zveřejněn v únoru 2025. Producentem alba byl lídr skupiny Michael Gira. Vyšlo na dvojitém CD a trojité LP desce

## Seznam skladeb
Všechny texty napsal Michael Gira; autory hudby jsou Michael Gira, Larry Mullins, Phil Puleo, Christopher Pravdica, Dana Schechter a Kristof Hahn, kromě uvedených výjimek.
| Pořadí         | Název           | Hudba          | Délka  |
| -------------- | --------------- | -------------- | ------ |
| 1.             | The Healers     |                | 21:41  |
| 2.             | I Am a Tower    |                | 19:17  |
| 3.             | Birthing        |                | 22:20  |
| 4.             | Red Yellow      | Gira           | 6:51   |
| 5.             | Guardian Spirit | Gira           | 10:57  |
| 6.             | The Merge       | Gira           | 15:19  |
| 7.             | Rope            |                | 14:50  |
| 8.             | Away            |                | 4:20   |
| Celková délka: | Celková délka:  | Celková délka: | 115:35 |

## Obsazení

### Swans
- Michael Gira – zpěv, akustická kytara
- Phil Puleo – bicí, dulcimer, flétna, melodika, perkuse
- Kristof Hahn – lap steel kytara, akustická kytara, elektrická kytara, smyčky, doprovodné vokály
- Dana Schechter – lap steel kytara, baskytara, smyčky
- Christopher Pravdica – baskytara, Taishōgoto, smyčky, zvukové efekty, klávesy
- Larry Mullins – Mellotron, klávesy, klavír, syntezátor, bicí, vibrafon, perkuse, doprovodné vokály
- Norman Westberg – elektrická kytara, smyčky

### Ostatní hudebníci
- Jennifer Gira – doprovodné vokály
- Laura Carbone – doprovodné vokály
- Lucy Kruger – doprovodné vokály
- Andreas Dormann – sopránsaxofon
- Little Mikey – doprovodné vokály
- Timothy Wyskida – bicí („The Merge“)